# Coelichneumon merula
Coelichneumon merula là một loài tò vò trong họ Ichneumonidae.